# De Stadswachter
De Stadswachter is een woontoren in de Nederlandse stad Leiden, met 22 verdiepingen en een hoogte van 72,5 meter. Het is het hoogste gebouw van Leiden, als men de schoorsteen van de E.ON energiecentrale niet meerekent. De woontoren werd in 2009 opgeleverd en is ontworpen door het architectenbureau Groosman en Partners. Het gebouw staat naast winkelcentrum De Luifelbaan, in het Bos- en Gasthuisdistrict in het zuidwesten van Leiden.
De woontoren werd gebouwd als onderdeel van de herontwikkeling van winkelcentrum De Luifelbaan. Het was de vierde en laatste fase van dit omvangrijke herontwikkelingsproject. Het volledige project duurde vijf jaar en liep van 2005 tot en met 2009. Er is in totaal 60 miljoen euro in geïnvesteerd.
De woontoren bevat 92 huurwoningen, die eigendom zijn van ASR Vastgoed Vermogensbeheer. Dit zijn drie- en vierkamerwoningen met balkon, met een oppervlakte van 87 m² tot 113 m². Op het dak van de naastgelegen Albert Heijn bevindt zich een parkeerplaats voor bewoners van de toren.